# Marais de la Petite Flandre
Le Marais de la Petite Flandre est une zone humide qui s'étend dans la partie centre-ouest du département de la Charente-Maritime. Situé au nord de la basse vallée de la Charente, il appartient à un ensemble plus vaste, le Marais de Rochefort. 
Historiquement, le Marais de la Petite Flandre fait partie de l’Aunis et, géographiquement, il se rattache au Pays Rochefortais ainsi qu’à la région naturelle et agricole du Marais de Rochefort.
Ce polder doit son nom aux ingénieurs hollandais qui ont activement contribué à l’assèchement de ce vaste marais  d’origine fluviatile dès le  début du XVIIe siècle.

## Repères géographiques

### Localisation géographique
Au nord et à l’ouest, la Petite Flandre est délimitée par la rivière de la Devise dont une grande partie est canalisée jusqu’à sa confluence avec la Charente en aval de Rochefort et porte le nom de canal de Charras tandis qu’au sud la vallée de la Charente sert de limite méridionale.
Quatre communes actuelles forment le polder de la Petite Flandre. Au nord et à l’ouest, la commune de Muron, au nord et à l’est, la commune de Genouillé. Ces deux communes occupent la plus grande partie de ce marais desséché tandis qu’au sud, la commune de Tonnay-Charente n’en possède que  seulement 800 hectares. Enfin, à l’ouest, la commune de Loire-les-Marais possède 785 hectares de son finage communal en marais.

### Caractéristiques géophysiques

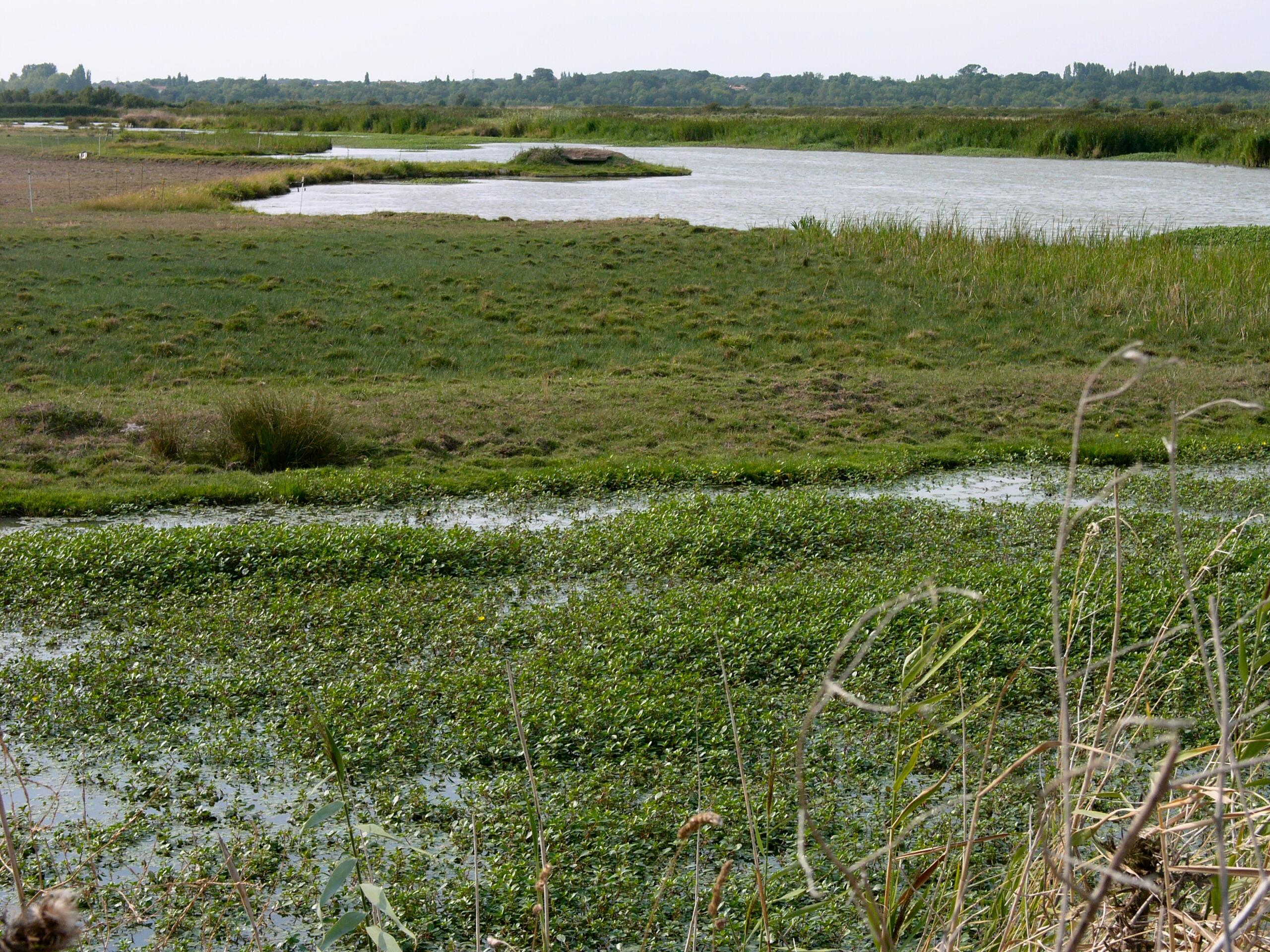
Le marais au sud de Fouras

Le Marais de la Petite Flandre correspond à une vaste dépression d’environ 6 000 hectares confinée entre les affleurements crétacés et jurassiques de la rive droite de l’estuaire de la Charente et la bordure méridionale de la plaine jurassique de l’Aunis. Ce marais desséché appartient en totalité au Marais de Rochefort dont il occupe la partie centrale et orientale et se trouve situé au contact des anciennes provinces de la Saintonge et de l’Aunis. Cette cuvette creusée dans des marnes du Jurassique supérieur a été  comblée progressivement par le bri, qui est un dépôt sédimentaire d'origine maritime à la suite du retrait de l’océan.
Le Golfe des Santons qui s’avançait profondément dans les terres a laissé des vestiges caractérisés aujourd’hui par des falaises mortes. Ces dernières sont issues de l’ancien rivage et sont encore visibles en quelques endroits, notamment au site de « La Barre », dans la commune de Genouillé, toponyme fort évocateur. Cette petite mer intérieure était également parsemée d’un grand nombre de petites îles calcaires « qui constituent les ancrages de terres fermes » et dont la toponymie révèle leur ancienne existence : « Île d’Albe » dans la commune de Muron, « Île de la Mazarine » dans la commune de Tonnay-Charente, «  Lillard » et « l’île Jaulin » dans la commune de Genouillé. C’est d’ailleurs dans la Petite Flandre que les toponymes insulaires sont les plus nombreux. Ces anciennes îles ont une hauteur moyenne comprise entre 20 et 25 mètres et dominent la vaste dépression dont l’altitude est en général de l’ordre du niveau de la mer et présente ainsi les mêmes paysages du Marais poitevin desséché.
La faible pente du Marais de la Petite Flandre a nécessité l’évacuation des eaux continentales vers le fleuve par la réalisation d’un système d’écluses combiné à tout un réseau de canaux collecteurs et de drainage ou d’assèchement de l’amont vers l’aval. Ces canaux jouent un rôle majeur en termes de régulation hydraulique servant à « contrôler les niveaux d’eau pour maintenir une certaine humidité en été ». En son centre, le Canal de Saint-Louis qui part au pied de l’île d’Albe, au sud du bourg de Muron, débouche dans la Charente en aval de Tonnay-Charente et la sépare de la ville voisine de Rochefort au site du « Pont Rouge ».  Au nord-ouest courent le Canal de Loire et le Canal de la Daurade qui rejoignent le Canal de Saint-Louis juste au nord de Rochefort, au site de la Z.I. du Pont-Neuf. Enfin, le Canal de Genouillé qui est le plus long collecteur avec une douzaine de kilomètres rejoint le Canal de Saint-Louis au site de confluence des Portes, près de La Fraternité, quartier urbain situé à l’est de la ville de Tonnay-Charente. Ce dernier émissaire, grossi sur sa rive gauche des eaux du collecteur dénommé « Ceinture des Treize Prises », draine toute la partie orientale de la Petite Flandre.
Aujourd’hui, la Petite Flandre se compose de deux types de marais. D’une part, les marais asséchés occupent la majeure partie de ce polder constitué à partir du XVIIe siècle et entièrement voué aux cultures et à l’élevage et, d’autre part, en bordure des plateaux crétacés et jurassiques, des marais tourbeux d’origine fluviatile sont encore présents mais ils occupent une surface insignifiante, ils forment des prairies grasses dévouées principalement à l’élevage.

## Repères historiques

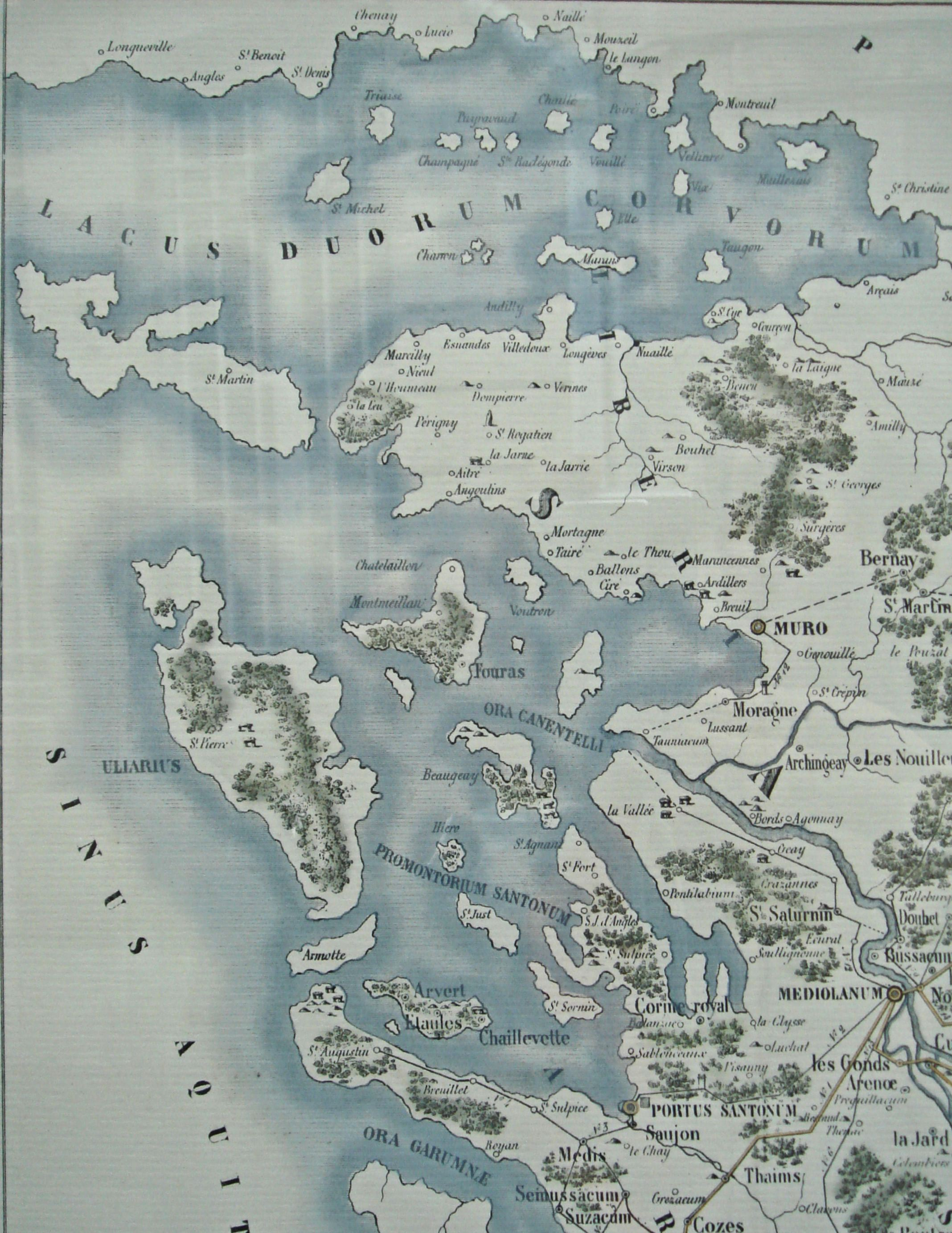
Géographie probable du pays santon pendant la domination romaine.

### Un marais délaissé pendant la période médiévale
Bien avant la formation des marécages à la suite du retrait progressif de l’océan au début du Moyen Âge, la Petite Flandre était un golfe marin faisant partie de l’ancien golfe de Saintonge ou golfe des Santons dont elle occupait la partie septentrionale et se distinguait par la présence d’une vingtaine d’îles. C’est à partir des îles que débute la conquête des vastes marais par une poldérisation rationnelle qui ne fut cependant entreprise qu’à partir du XVIIe siècle par des ingénieurs hollandais, époque à partir de laquelle ce marais reçoit son nom.
Bien que les anciennes paroisses de Muron (formés par les « alleux » de Muron et de l’île d’Albe), de Tonnay-Charente et de Genouillé relevassent toutes de la puissante abbaye bénédictine de Saint-Jean-d'Angély, cette ancienne partie marécageuse du littoral de l'Aunis ne fut pas l’objet d’un aménagement au Moyen Âge. Plusieurs raisons expliquent ce manque d’intérêt par ce puissant ordre monastique dont, entre autres, la faible salinité des eaux de l’ancien golfe qui ne permettait pas de créer des salines et l’absence d’argile pour y fixer une industrie de la construction afin de favoriser  l’habitat.
Cependant, vers la fin de la période médiévale, des travaux de mise en valeur de la Petite Flandre par le comblement de certaines parties du marais ont été entrepris et ont servi à fixer l’habitat. Des « villeneuves » ont donc été créées dont une au nord de Tonnay-Charente, « qui crée le marais des Groies délimité actuellement par le canal de Genouillé », une autre près de Rochefort (Villeneuve-Montigny) et une autre Villeneuve entre Ardillières et Landrais. Cependant, la région était très loin d’être mise en valeur et une grande partie était délaissée  faisant de ces marais une région inhospitalière et pratiquement inhabitée.

### La création du Marais de la Petite Flandre auXVIIesiècle
Il faut attendre la fin du XVIe siècle pour que commence réellement l’aménagement de ces marais maritimes et fluviatiles, constamment inondés dès l'automne et devenus insalubres et pestilentiels surtout lors des saisons chaudes. C’est alors que le Hollandais Humphrey Bradley, à la demande du roi Henri IV, est appelé à entreprendre le dessèchement du marais de Saint-Louis, situé au nord de Tonnay-Charente et dépendant alors entièrement de cette paroisse.
À cet égard, Humphrey Bradley reçoit le titre honorifique de « Grand maître des digues du Royaume ». Il constitue alors des sociétés avec ses associés, fait venir des ingénieurs de son pays et encourage les gros propriétaires à participer à ses projets de poldérisation des marais littoraux. Humphrey Bradley est incontestablement l’ingénieur principal de l’aménagement du littoral français du nord au sud ainsi que de la côte de la Méditerranée, ayant engagé « la plus vaste entreprise de ce genre que la France ait jamais connue ». Cependant sur la côte charentaise et précisément dans le Marais de la  Petite Flandre, il ne put achever les travaux qu’il avait envisagé, seule la construction de la levée sur laquelle passait la route royale de Rochefort à Paris fut réalisée pendant son mandat.
Dans le même temps, au tout début du XVIIe siècle, plus précisément en 1607, une dame de Tonnay-Charente, Jeanne de Saulx-Tavannes, d’une  famille d’aristocrates fonciers, les Mortemart, céda des terres à des Hollandais, les frères Coomans, et à un Flamand du Brabant. Ils eurent en charge tous les marais inondés de Saint-Louis et prirent le relais à Humphrey Bradley. Leur rôle dans la région fut considérable et c’est à eux que revient la dénomination de « Petite Flandre » après qu’ils eurent fait venir une vingtaine de familles flamandes en 1613 pour réaliser les travaux de dessèchement et après avoir créé la « Société des Marais de la Petite Flandre ». Les Hollandais qui étaient déjà passés maîtres dans les techniques des polders commencèrent à creuser en tout premier lieu le Canal de Saint-Louis, ce dernier fut le principal collecteur auquel furent greffés progressivement d’autres canaux de dessèchement (de Loire, de la Daurade, de Genouillé). Devant le succès de cet aménagement, d’autres sociétés de dessèchement des marais furent créées, notamment vers l’est et l’ouest. À l’est et au nord de Rochefort, le marais de Loire-les-Marais fut le second marécage à être assaini après celui de la Petite Flandre. Les travaux furent entrepris en 1718 sur le modèle de celui des Hollandais et les propriétaires fondèrent le « Syndicat des Marais de Loire »  qui subsiste encore aujourd’hui. Ce marais fut converti en terre d’élevage équin grâce à l’arsenal de Rochefort qui favorisa l’élevage des chevaux dans le Marais de Rochefort par un édit royal de 1685 acquérant par la suite une solide réputation.
Les Comans exercèrent pendant tout le XVIIe siècle une très forte influence dans la région et un des leurs, Thomas de Comans, fils d’un des aménageurs de la Petite Flandre, réalisa une table funéraire pour l’église Saint-Étienne de Tonnay-Charente.
En 1634, la société dirigée par l’ingénieur aunisien Pierre Siette entreprit le drainage des marais situés au nord de Rochefort couvrant alors les anciennes paroisses de Loire-les-Marais, Breuil-Magné, Saint-Laurent-de-la-Prée ainsi que celles de Ciré et d’Ardillières. Cet ingénieur du roi entreprit également l’assèchement du marais de Tonnay-Charente situé à l’est de la paroisse en faisant réaliser notamment le canal de Genouillé.

### 1627: création de la paroisse de Saint-Louis-de-la-Petite-Flandre
La mise en valeur de ces  terres anciennement marécageuses et insalubres attira rapidement de nouvelles populations grâce « aux avantages de plus en plus grands, concédés aux sociétés de défrichement », au point que le roi Louis XIII fit construire une église et fonda une paroisse en la dissociant de celles de Muron et de Tonnay-Charente. Cette dernière prit le nom de Saint-Louis-de-la-Petite-Flandre en 1627 en hommage au roi dont le nom fut également attribué au canal.
Son existence fut bien éphémère puisqu’un décret royal en date du 7 mars 1827 la réunit de nouveau à Muron. Aujourd’hui, ce village a totalement disparu.

### 1994-2015:Projet autoroutier A831abandonné
Le projet de l'Autoroute A831 devant relier Rochefort à Fontenay-le-Comte (lien entre l'A 83 et l'A837), déclaré d’utilité publique en 2005 a été abandonné en 2015.
Déclarée d’utilité publique en 2005, l'A831 devait traverser une partie du marais de Rochefort. Pour limiter l'impact de cette infrastructure, des études complémentaires ont été réalisées notamment par la LPO. Une partie des préconisations a constitué à augmenter sensiblement le nombre d'ouvrage sur pilotis et, conformément au Grenelle Environnement, à augmenter les terrains servant de mesures compensatoires destinées à la sécurisation foncière de surface destiné à recréer ou à sauvegarder des zones humides en lien étroit avec les objectifs de NATURA 2000,.

## Repères bibliographiques
Cartographie
- Carte IGN n°1430 E - Carte de randonnée – Tonnay-Charente – carte au 1/25 000 - Carte topographique - série bleue - Itinéraires de randonnées ; mars 2008 ; IGN  (ISBN 978-2-7585-0855-7)

Livres consultés(par ordre alphabétique des auteurs)
- Roger BETEILLE et Jean SOUMAGNE  (ouvrage collectif sous la coordination de), La Charente-Maritime aujourd’hui, milieu, économie, aménagement, publication de l’Université Francophone d’Été, 1987.
- François JULIEN-LABRUYERE, A la recherche de la Saintonge maritime, éditions Rupella, La Rochelle, 1980.  (ISBN 2-86474-009-5)
- François JULIEN-LABRUYERE, Paysans charentais, Tome 1 : Économie rurale, Rupella, La Rochelle, 1982.  (ISBN 2-86474-006-0)
- M.A. GAUTIER, Le Dictionnaire des communes de la Charente-Maritime, Les Chemins de la Mémoire Éditeur, - Voir notamment monographie à Muron en p.p.69/70.
- M. BOUTIN, Les îles de la Petite Flandre, p. 29  in Itinéraires en Pays Rochefortais, publication du Centre International de la Mer-La Corderie Royale, Rochefort ; Imprimerie de l’Ouest.